# 1756
1756 је била преступна година.

## Догађаји

### Мај
- 18. мај — Почео је Седмогодишњи рат када је Велика Британија објавила рат Француској.